# Västberg
Västberg is een plaats in de gemeente Rättvik in het landschap Dalarna en de provincie Dalarnas län in Zweden. De plaats heeft 160 inwoners (2005) en een oppervlakte van 38 hectare.